# 山田徳兵衛 (吉徳第11代当主)
山田 德兵衞（やまだ とくべえ、1939年7月6日 - 2009年4月27日）は、日本の実業家、人形問屋吉德の第11代当主。出生名は忠男。

## 経歴
山田忠男は、吉德の第10代当主だった十世 山田德兵衞の三男として東京に生まれた。小学生の頃から、父に仕事関係の使いなどを命じられていた。
成蹊高等学校から、成蹊大学政治経済学部に進み、1962年に卒業した。学生時代には馬術に打ち込み、東京都代表として出場した第14回国民体育大会の馬術・一般の部「自馬中障害飛越」競技で優勝し、全日本の中障害でも優勝した。また、東京オリンピックの候補選手に名が挙がるほどであったという。
大学卒業後、貿易会社（野澤組）勤務を経て、1963年暮れに吉德に入社した。
1965年に取締役となり、専務を経て、1975年7月に吉德代表取締役社長となった。1984年、德兵衞を襲名し、十一世山田德兵衞となる。
1986年、イギリスのチャールズ3世（当時皇太子）とともに当時の妃ダイアナが来日した際には、赤坂迎賓館で日本人形の説明役を務めた。
1989年から始まった、明治神宮における「人形感謝祭」は、山田が発案したものである。
2007年、社長職を長男の純一郎に譲り、吉德代表取締役会長。
日本人形協会会長、東京都ひな人形卸商協同組合理事長、玩具人形健康保険組合理事長、浅草法人会会長などを歴任した。
2009年4月27日、肝不全のため死去。

## おもな著書
- 『吉徳これくしょん 日本の人形』東京堂出版、1985年。
- 『図説日本の人形史』東京堂出版、1991年。
- 『語りかける人形たち』東京堂出版、2001年。ISBN 4-490-20454-X。